# Solana Beach
Solana Beach és una ciutat dels Estats Units a l'estat de Califòrnia. Segons el cens del 2000 tenia 13.783 habitants.

## Demografia
Segons el cens del 2000, Solana Beach tenia 12.979 habitants, 5.754 habitatges, i 3.279 famílies. La densitat de població era de 1.419,6 habitants/km².
Dels 5.754 habitatges en un 20,8% hi vivien nens de menys de 18 anys, en un 47,3% hi vivien parelles casades, en un 6,8% dones solteres, i en un 43% no eren unitats familiars. En el 31,5% dels habitatges hi vivien persones soles el 10,4% de les quals corresponia a persones de 65 anys o més que vivien soles. El nombre mitjà de persones vivint en cada habitatge era de 2,25 i el nombre mitjà de persones que vivien en cada família era de 2,83.
Per edats la població es repartia de la següent manera: un 17,9% tenia menys de 18 anys, un 6,5% entre 18 i 24, un 30,9% entre 25 i 44, un 27,4% de 45 a 60 i un 17,3% 65 anys o més.
L'edat mediana era de 42 anys. Per cada 100 dones de 18 o més anys hi havia 94,5 homes.
La renda mediana per habitatge era de 71.774 $ i la renda mediana per família de 96.652 $. Els homes tenien una renda mediana de 72.028 $ mentre que les dones 41.186 $. La renda per capita de la població era de 48.547 $. Entorn del 3,4% de les famílies i el 6,7% de la població estaven per davall del llindar de pobresa.

## Poblacions més properes
El següent diagrama mostra les poblacions més properes.